# Albert Wolf (Rabbiner)

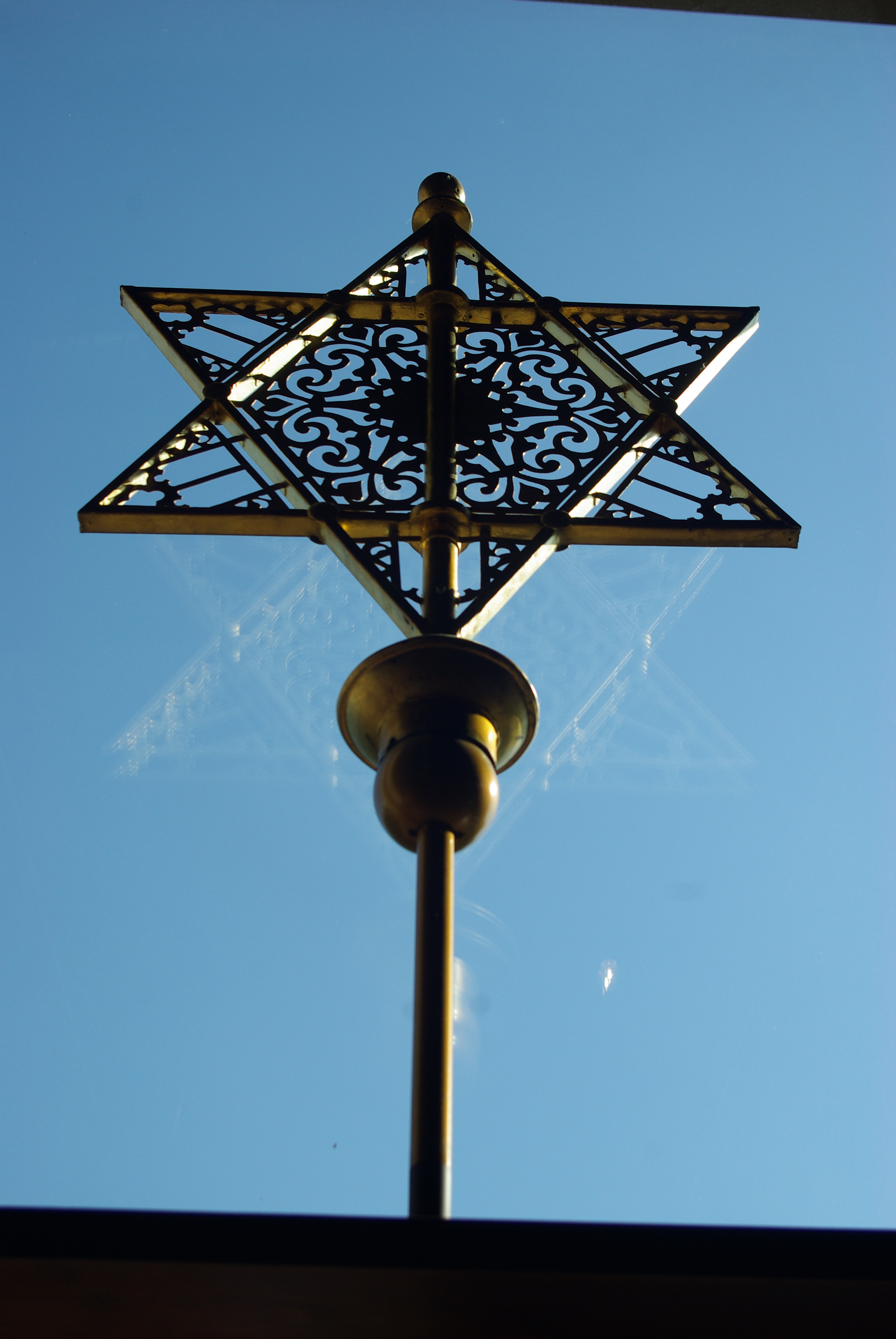
Davidstern der alten Synagoge in der Neuen Synagoge Dresden

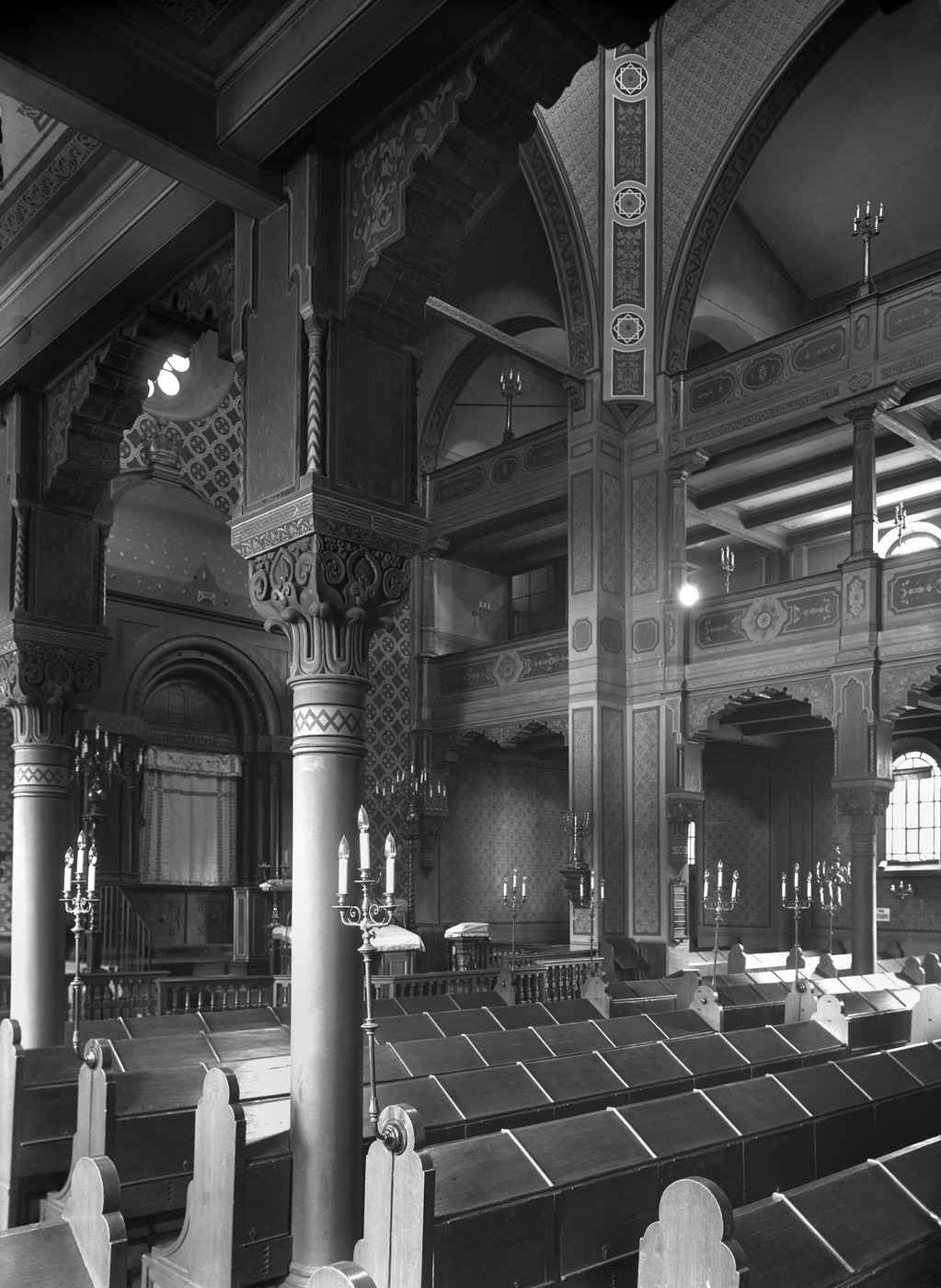
Innenraum der Semper-Synagoge

Albert Wolf (geb. 31. März 1890 in Buchen; gest. 1951 in Chicago) amtierte von 1920 bis 1938 als Rabbiner in Dresden. In der Pogromnacht zum 10. November 1938 wurde er verhaftet und in das KZ Buchenwald deportiert, konnte aber 1939 in die USA emigrieren.

## Leben
Albert Wolf studierte am Jüdisch-Theologischen Seminar in Breslau bei „Professor Levy“ und war bereits zu Studienzeiten ein großer Verehrer von Jakob Winter. 
Ab November 1914 arbeitete er als Rabbinatsvikar in Offenburg, wurde jedoch noch im gleichen Monat zum Kriegsdienst einberufen. 1917 war er Hilfsrabbiner beim deutschen Heer. 
1919 heiratete Albert Wolf seine Frau Emmy. 
1920 trat er an der Seite von Jakob Winter sein Amt als Rabbiner in der Israelitischen Gemeinde Dresden an und übernahm während dessen letzten vier Lebensjahren (1936–1940) die Amtsgeschäfte.
Albert Wolf war ebenso wie Jakob Winter Mitglied der Fraternitasloge Dresden.
In der Pogromnacht vom 9. zum 10. November 1938 wurde er mit zahlreichen anderen Dresdner Juden in das Konzentrationslager Buchenwald deportiert und dort Augenzeugen zufolge grauenvoll misshandelt. 1939 wurde er entlassen und kehrte kurzfristig nach Dresden zurück.
Im März 1939 emigrierte Albert Wolf nach England und ein Jahr später nach Chicago, wo er bis zu seinem Tode 1951 als Rabbiner tätig war.

## Ehrung

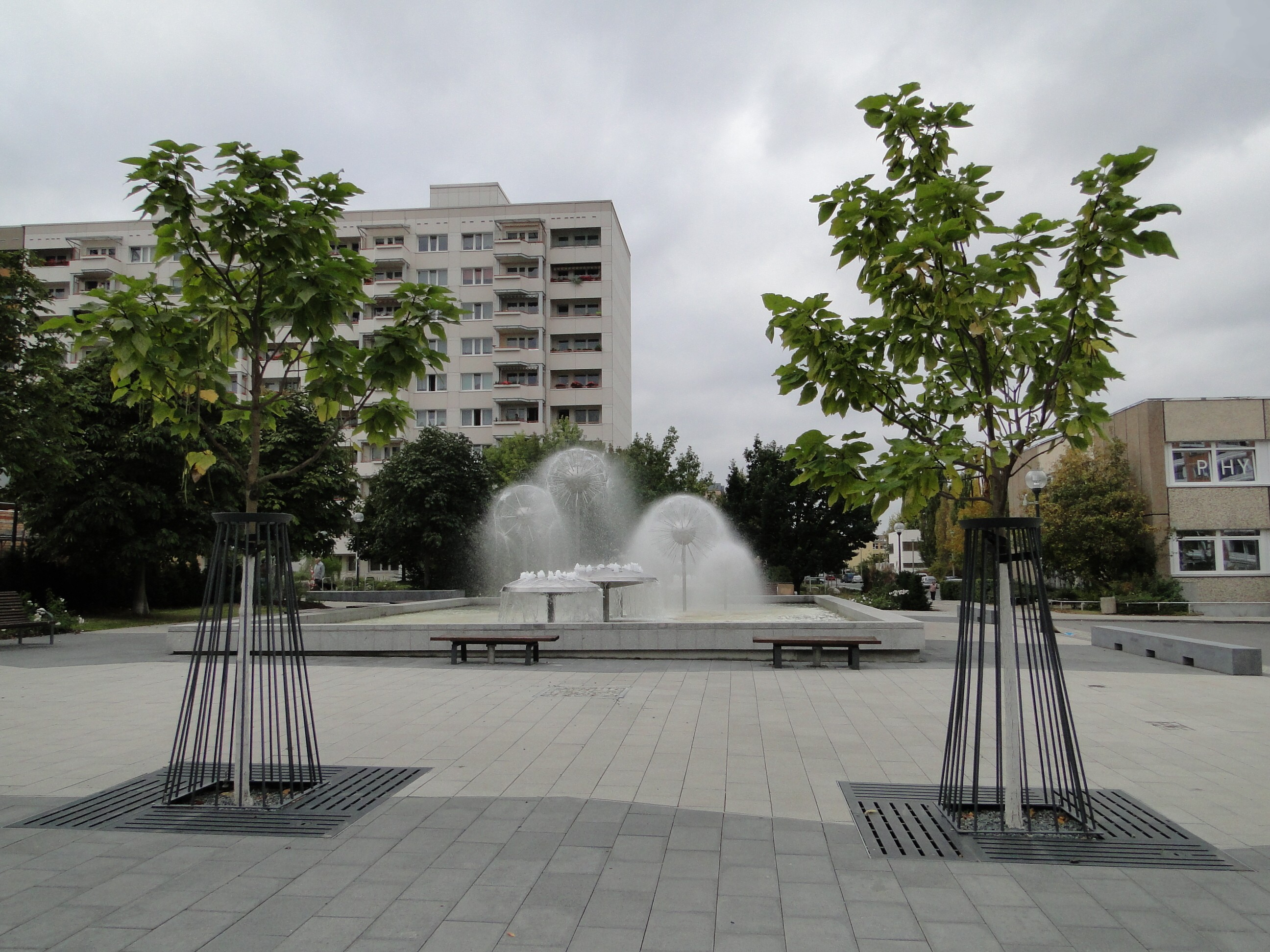
Albert-Wolf-Platz

1993 wurde der ehemalige Wilhelm-Koenen-Platz in Dresden-Prohlis umbenannt in Albert-Wolf-Platz.